# Ute Liepold
Ute Liepold (* 1965 in Bregenz) ist eine österreichische Regisseurin und Autorin sowie Intendantin von Theater Wolkenflug.

## Werdegang
Ute Liepold wurde in Bregenz geboren und wuchs in Dornbirn auf. Nach der Matura am BG/BRG Dornbirn-Schoren studierte sie Philosophie, Germanistik, Publizistikwissenschaft und Soziologie in Wien und Klagenfurt, abgeschlossen mit Mag. und Dr. phil. Ihr Arbeitsschwerpunkt ist Feminismus und Gender-Theorie.
Nach journalistischen und publizistischen Tätigkeiten führte sie diverse Studien und Forschungsprojekte durch. Seit 2001 schreibt sie Theaterstücke, Drehbücher und führt Regie. Uraufführungen und Inszenierungen am Staatstheater Oldenburg, Stadttheater Klagenfurt, Landestheater Vorarlberg, an der Neuen Bühne Villach und am Klagenfurter Ensemble.
Gemeinsam mit Bernd Liepold-Mosser gründete sie das Theater Wolkenflug, das sich auf zeitgenössisches Theater an besonderen Orten spezialisiert hat. Sie inszenierte u. a. im Landesmuseum Kärnten, im Museum Moderner Kunst Kärnten, im Wappensaal des Landes Kärnten, im Klagenfurter Dom, im Amphitheater Virunum und im Archäologischen Park Magdalensberg. Ihre Inszenierung von Kafkas Der Prozess an der Neuen Bühne Villach gastierte im November 2016 beim Festival Love me Gender – Performing Feminism im Wiener Kosmos-Theater.
Neben ihrer künstlerischen Tätigkeit ist Ute Liepold Lehrbeauftragte an der Alpen-Adria-Universität Klagenfurt. Sie ist Mitglied der Akademie des Nestroy-Theaterpreises und des Kärntner Kulturgremiums. Künstlerische Mitarbeiterin am kunstbasierten FWF-Projekt Performing Reality an der Universität Klagenfurt (2018–2020).
2021 gründete sie die kollaborative Plattform „Visible – Verein zur Sichtbarmachung von Frauen in Kunst, Kultur und Gesellschaft“.
Neben ihrer Theaterarbeit veröffentlicht Ute Liepold Essays für unterschiedliche Printmedien.
Ute Liepold hat drei Töchter und lebt gemeinsam mit ihrem Mann Bernd Liepold-Mosser als freiberufliche Autorin und Regisseurin in Wien und Klagenfurt.

## Auszeichnungen
- 2001 Österreichisches DramatikerInnenstipendium
- 2013 Nominierung für den Nestroy-Preis mit der Inszenierung von Wir verkaufen immer von Robert Woelfl[10]
- 2016 Nominierung für den Nestroy-Preis für Lavant! (gem. mit Bernd Liepold-Mosser)[11]
- 2023 Maria Tusch Frauenpreis der Stadt Klagenfurt am Wörthersee[12]

## Publikationen (Auswahl)
- Gender Mainstreaming. Perspektiven transdisziplinärer Geschlechterforschung. Eine kritische Analyse der Grundlagen, Anwendung und Konsequenzen eines aktuellen Begriffs. Bm:bwk Endbericht 2001.
- Die Vulva der Uterus die Harnblase die Gedärme. Zum Verhältnis von Körper und Schrift. In: Friedbert Aspetsberger, Konstanze Fliedl (Hrsg.): Geschlechter. Essays zur Gegenwartsliteratur. Innsbruck/Wien/München 2001.
- Bis in den TodIS. Drehbuch. In: Fidibus. Zeitschrift für Literatur und Literaturwissenschaft, 34. Jahrgang 2006/Nr. 1.
- Kärnten weiblich. 150 Frauen. Kurzporträts. Heyn 2011.
- Nachrichten aus dem Hier und Jetzt... In: Veza Canetti lebt. Hg. von K. Ballauf, P. Ganglbauer, G. Moser-Wagner, Wien 2013.
- Reigen revisited. Herausgeberin. Zehn Stücke nach Schnitzler. Edition Meerauge 2014.
- Dispositiv Kärnten / Koroška oder Das andere Land. Ein Ko-Produktion zwischen Kulturwissenschaft und Theater. (gem. mit Ute Holender, Wilhelm Kuehs, Bernd Liepold-Mosser, Roland W. Pedal, Klaus Schönberger). Heyn Verlag, 2020.
- Abziehbilder/Odlepke – Kärnten Koroška Корошка, Hg. von Elena Messner, Ute Liepold, Dominik Srienc, Drava 2021.

## Theaterstücke (Auswahl)
- Mondwelt. (gem. mit Bernd Liepold-Mosser). UA 2002, KE-Theater Klagenfurt. Regie: Oliver Welter und Gerhard Fresacher.
- Grosse Fressen. (gem. mit Bernd Liepold-Mosser). Auftragswerk für das Linzer Phoenix-Theater. Regie: Georg Staudacher.
- Romy. (gem. mit Bernd Liepold-Mosser) UA Oldenburgisches Staatstheater, Mai 2003. Regie: Daniel Ris.
- Spiel mit mir. Eine Revue. UA KE-Theater, Mai 2008, in eigener Regie
- Wählt mich – Ich verspreche alles. Farce. UA kwadrat, in eigener Regie
- Sterben. Delirium für einen Schauspieler. UA KE-Theater, Oktober 2009, in eigener Regie
- Magdalena Sünderin. Nach Lilian Faschinger (Dramatisierung). Theater Wolkenflug im MMKK, 2013.
- Weihnachtsoratorium / Asyl bei Freunden. Theater Wolkenflug im Klagenfurter Dom 2014.[13][14]
- Lavant! (gem. mit Bernd Liepold-Mosser), Stadttheater Klagenfurt 2015.
- Damenwahl. (gem. mit Bernd Liepold-Mosser), Theater Wolkenflug 2018.
- Wütende Weisse Männer (gem. mit Bernd Liepold-Mosser), Theater Wolkenflug 2019.
- Hippocampus. Nach Gertraud Klemm (Dramatisierung). Theater Wolkenflug im Tonhofstadl Maria Saal, 2020
- Malina. Nach Ingeborg Bachmann (Dramatisierung). Burghof Klagenfurt-Open-Air 2022
- Stadt der Frauen. Ein inszenierter Stadtspaziergang. Klagenfurter Innenstadt 2023

## Drehbücher (Auswahl)
- Bis in den Tod. Thriller in der ORF-Reihe 8x45. Produktion: Graf-Film ÖFI / ORF 2005. Regie: Bernhard Semmelrock.[15]
- Schwester Mond. (Graffilm, in Vorbereitung)

## Inszenierungen
- Blutorange mit Heiligenschein. Collage von Texten von Josef Winkler. Kulturinitiative Stift Griffen / Festival 20+2, 2002.
- KommunikationIder Schweine. Von Robert Woelfl. Österr. EA im KE-Theater. 2003.
- Spiel mit mir. Eine Revue. UA KE-Theater, Mai 2008.
- Wählt mich  – Ich verspreche alles. Farce. UA kwadrat, Februar 2009.
- Sterben. Delirium für einen Schauspieler. UA KE-Theater, Oktober 2009.
- Wir verkaufen immer. Von Robert Woelfl. Landesmuseum Kärnten, 2013.
- Magdalena Sünderin. Nach Lilian Faschinger (Dramatisierung). Theater Wolkenflug im MMKK, 2013.
- Weihnachtsoratorium / Asyl bei Freunden. Theater Wolkenflug im Klagenfurter Dom 2014.
- Reigen revisited. Theater Wolkenflug im Wappensaal des Landes Kärnten. 2014.
- Die Hinterhältigkeit der Windmaschinen. Theater Wolkenflug 2015.
- Die Iden des März. Theater Wolkenflug bei den Römertagen, 2015.
- Die schönen Tage von Aranjuez. Theater Wolkenflug (Festival Transformale) 2015.
- Der Prozess. Nach Kafka. Neue Bühne Villach 2016.
- Die Perser. Von Sophokles. Theater Wolkenflug mit Landesmuseum Kärnten in Virunum 2016.
- Nipple Jesus. Von Nick Hornby. Museum Moderner Kunst Kärnten 2016.
- Tanzcafe Treblinka. Von Werner Kofler. Jazzclub Kammerlichtspiele 2017.
- Antigone. Von Sophokles. Archäologischer Park Magdalensberg 2017.[16]
- Publikumsbeschimpfung. Von Peter Handke. Theater Wolkenflug im Jazzclub/Kammerlichtspiele Klagenfurt, 2017.[17]
- Kunst. Von Jasmina Reza. Vorarlberger Landestheater 2018.[18]
- König Ödipus. Von Sophokles. Burghof Klagenfurt-Open Air 2018.[19]
- Das andere Land. DiskursTHEATER. Museum Moderner Kunst Kärnten 2018.
- Damenwahl. Sitzungssaal des Kärntner Landtags 2018.
- Romy. Jazzclub Kammerlichtspiele 2019.
- Die Troerinnen. Von Euripides/Sartre. Burghof Klagenfurt-Open Air 2019.
- Wütende Weisse Männer. ORF-Theater Klagenfurt 2019.[20]
- Maria Tusch Frauenpreis. Performance von Sarah Kühl im Rahmen der Preisverleihung. 2020
- Hippocampus. Nach Gertraud Klemm (Dramatisierung). Tonhofstadl Maria Saal 2020
- Medea Matrix Gold. Textcollage. Burghof Klagenfurt-OpenAir 2021
- Am Ball. Von Lydia Haider. Dock 04 Theater Hafenstadt 2021
- Maria Tusch Frauenpreis. Performance von Birgit Fuchs im Rahmen der Preisverleihung. 2022[21]
- Malina. Nach Ingeborg Bachmann (Dramatisierung). Burghof Klagenfurt-Open-Air 2022[22]
- monstramus – wir zeigen. Feministische Kunstprozession. In Kooperation mit Ina Loitzl und der Burgkapelle des MMKK 2023[23]
- Stadt der Frauen. Ein inszenierter Stadtspaziergang. Klagenfurter Innenstadt 2023[24]
- Christine Lavant – Ein Theaterstück. Textcollage. Burghof Klagenfurt-Open-Air 2023[25]

## Weitere Projekte (Auswahl)
- Fluid Identities. Ein partizipativer Video-Essay von Ute Liepold zur Dekonstruktion von Herkunft und Identität. 2021[26]
- 72 Stunden Feminismus. Festival 2021[27]
- Wie kommt Gender in die Kunst? Lehrgang für Genderkompetenz in Kunst, Kultur und Medien 2020/2021[28]
- Fluid Identities Hybrid. Performance im öffentlichen Raum. Neuer Platz Klagenfurt 2022[29]
- Ich gehe JETZT. Raus aus der Gewalt – rein in mein neues Leben. Kurzfilmreihe (Regie Ute Liepold) Gewaltschutzkampagne Frauenhaus Villach 2022[30]
- Fair & Female*. Transregionales Projekt zur Rolle von Frauen im Kunst- und Kulturbereich (Lead: Steirische Gesellschaft für Kulturpolitik, Kooperationspartnerinnen: Visible, City of Women/Mesto žensk, Građanke svome Gradu, IG Kultur Steiermark) 2022 -[31]
- Lange Nacht der Frauen / Dolga Noč Žensk. Performance zur Sichtbarmachung von Künstlerinnen und Kulturarbeiterinnen (mit Marie Vollmer und Paulina Molnar) 2022[32]
- Fluid Identities VISIBLE. Special Edition zu Geschlechtsidentitäten und Feminismus 2022[33]
- Podiumsdiskussion zur Situation der Frau in Kärnten. Dinzlschloss Villach 2022[34]
- Fluid Identities YOUNG. Participativni Video-Esej Ute Liepold in Aleksander Tolmaierja za dekonstrukcijo izovora in identitete. Ein partizipativer Video-Essay von Ute Liepold und Aleksander Tolmaier zur Dekonstruktion von Herkunft und Identität.Special Edition 2023[35][36]
- Visible Talks. Laufendes Gesprächsformat zur Diskussion von frauenpolitischen Themen in Kärnten (ab 2021)[37]